# Manuela Riegler
Manuela Riegler (ur. 15 czerwca 1974 w Schwarzach) – austriacka snowboardzistka, czterokrotna medalistka mistrzostw świata i dwukrotna zdobywczyni Pucharu Świata.

## Kariera
Po raz pierwszy na arenie międzynarodowej pojawiła się 11 listopada 1994 roku w Kaprun, gdzie w zawodach FIS Race zajęła piąte miejsce w slalomie. Nigdy nie wystąpiła na mistrzostwach świata juniorów.
W zawodach Pucharu Świata zadebiutowała 24 listopada 1994 roku w Zell am See, zajmując 13. miejsce w slalomie równoległym (PSL). Tym samym już w swoim debiucie wywalczyła pierwsze pucharowe punkty. Pierwszy raz na podium zawodów tego cyklu stanęła 14 stycznia 1995 roku w Les Deux Alpes, kończąc rywalizację w tej samej konkurencji na drugiej pozycji. W zawodach tych rozdzieliła Niemkę Steffi Prentl i Włoszkę Marion Posch. Łącznie 56 razy stawała na podium zawodów PŚ, odnosząc przy tym dwanaście zwycięstw: 4 w snowcrossie, 6 w slalomie równoległym oraz po 1 w gigancie i gigancie równoległym (PGS). Najlepsze wyniki osiągnęła w sezonach 1998/1999 i 1999/2000, kiedy to triumfowała w klasyfikacji generalnej. Była też druga w sezonach 1995/1996 i 1997/1998 oraz trzecia w sezonie 1996/1997. Ponadto wielokrotnie plasowała się w czołowej trójce klasyfikacji końcowych poszczególnych konkurencji: PGS, PAR, snowcrossu, giganta i slalomu, choć nigdy nie zdobyła Małej Kryształowej Kuli.
Pierwszy medal zdobyła na mistrzostwach świata w Lienzu w 1996 roku, gdzie zajęła drugie miejsce w gigancie. Uplasowała się tam między Francuzką Karine Ruby i Sondrą van Ert z USA. Srebrny medal wywalczyła także rok później, podczas mistrzostw świata w San Candido. Tym razem drugie miejsce zajęła w snowcrossie, rozdzielając Ruby i swą rodaczkę, Marię Kirchgasser-Pichler. Następnie wywalczyła brązowy medal w gigancie równoległym na mistrzostwach świata w Madonna di Campiglio w 2001 roku. Uległa tam tylko Ursuli Bruhin ze Szwajcarii i Rosey Fletcher z USA. Największy sukces osiągnęła jednak na mistrzostwach świata w Whistler w 2005 roku, gdzie zdobyła złoty medal w gigancie równoległym. Pokonała tam Rosjankę Swietłanę Bołdykową i kolejną Austriaczkę, Doresię Krings. Była też między innymi czwarta w gigancie na mistrzostwach świata w Berchtesgaden w 1999 roku i w snowcrossie podczas mistrzostw świata w Kreischbergu w 2003 roku, przegrywając walkę odpowiednio z Sondrą van Ert i Francuzką Victorią Wicky. W 2002 roku wystąpiła na igrzyskach olimpijskich w Salt Lake City, gdzie zajęła 23. miejsce w gigancie równoległym. Na rozgrywanych cztery lata później igrzyskach w Turynie w tej samej konkurencji zajęła 28. miejsce. Została też zgłoszona do startu w snowcrossie podczas igrzysk olimpijskich w Vancouver w 2010 roku, ale ostatecznie nie wystąpiła.
W 2010 roku zakończyła karierę.
Jej siostra, Claudia, także była snowboardzistką.

## Osiągnięcia

### Igrzyska olimpijskie
| Miejsce | Dzień     | Rok  | Miejscowość    | Konkurencja       | Zwyciężczyni        |
| ------- | --------- | ---- | -------------- | ----------------- | ------------------- |
| 23.     | 15 lutego | 2002 | Salt Lake City | Gigant równoległy | Isabelle Blanc      |
| 28.     | 23 lutego | 2006 | Turyn          | Gigant równoległy | Daniela Meuli       |
| DNS     | 26 lutego | 2010 | Vancouver      | Gigant równoległy | Nicolien Sauerbreij |

### Mistrzostwa świata
| Miejsce | Dzień       | Rok  | Miejscowość          | Konkurencja       | Zwyciężczyni              |
| ------- | ----------- | ---- | -------------------- | ----------------- | ------------------------- |
| 2.      | 26 stycznia | 1996 | Lienz                | Gigant            | Karine Ruby               |
| 17.     | 28 stycznia | 1996 | Lienz                | Slalom równoległy | Marion Posch              |
| 17.     | 21 stycznia | 1997 | San Candido          | Gigant            | Sondra van Ert            |
| 2.      | 26 stycznia | 1997 | San Candido          | Snowcross         | Karine Ruby               |
| 4.      | 12 stycznia | 1999 | Berchtesgaden        | Gigant            | Margherita Parini         |
| 6.      | 14 stycznia | 1999 | Berchtesgaden        | Gigant równoległy | Isabelle Blanc            |
| 5.      | 15 stycznia | 1999 | Berchtesgaden        | Slalom równoległy | Marion Posch              |
| 15.     | 17 stycznia | 1999 | Berchtesgaden        | Snowcross         | Julie Pomagalski          |
| 7.      | 23 stycznia | 2001 | Madonna di Campiglio | Gigant            | Karine Ruby               |
| 3.      | 24 stycznia | 2001 | Madonna di Campiglio | Gigant równoległy | Ursula Bruhin             |
| 12.     | 26 stycznia | 2001 | Madonna di Campiglio | Slalom równoległy | Karine Ruby               |
| 13.     | 28 stycznia | 2001 | Madonna di Campiglio | Snowcross         | Karine Ruby               |
| 28.     | 13 stycznia | 2003 | Kreischberg          | Gigant równoległy | Ursula Bruhin             |
| 4.      | 19 stycznia | 2003 | Kreischberg          | Snowcross         | Karine Ruby               |
| 19.     | 16 stycznia | 2005 | Whistler             | Snowcross         | Lindsey Jacobellis        |
| 1.      | 18 stycznia | 2005 | Whistler             | Gigant równoległy | -                         |
| 17.     | 14 stycznia | 2007 | Arosa                | Snowcross         | Lindsey Jacobellis        |
| 17.     | 16 stycznia | 2007 | Arosa                | Gigant równoległy | Jekatierina Tudiegieszewa |
| 17.     | 18 stycznia | 2009 | Gangwon              | Snowcross         | Helene Olafsen            |

### Puchar Świata

#### Miejsca w klasyfikacji generalnej
- sezon 1994/1995: -
- sezon 1995/1996: 2.
- sezon 1996/1997: 3.
- sezon 1997/1998: 2.
- sezon 1998/1999: 1.
- sezon 1999/2000: 1.
- sezon 2000/2001: 7.
- sezon 2001/2002: 9.
- sezon 2002/2003: 4.
- sezon 2003/2004: 4.
- sezon 2004/2005: -
- sezon 2005/2006: 27.
- sezon 2006/2007: 35.
- sezon 2007/2008: 49.
- sezon 2008/2009: 84.
- sezon 2009/2010: 68.

#### Miejsca na podium
1. Les Deux Alpes – 14 stycznia 1995 (slalom równoległy) - 2. miejsce
2. Zell am See – 22 listopada 1995 (gigant) - 2. miejsce
3. Altenmarkt – 1 grudnia 1995 (gigant) - 2. miejsce
4. Altenmarkt – 2 grudnia 1995 (slalom) - 3. miejsce
5. Altenmarkt – 3 grudnia 1995 (slalom równoległy) - 2. miejsce
6. Bardonecchia – 9 grudnia 1995 (slalom) - 2. miejsce
7. Bad Hindelang – 3 lutego 1996 (slalom równoległy) - 2. miejsce
8. Kanbayashi – 10 lutego 1996 (gigant) - 2. miejsce
9. Sun Peaks – 2 marca 1996 (slalom równoległy) - '1. miejsce
10. Mount Bachelor – 14 marca 1996 (gigant) - 3. miejsce
11. Tignes – 28 listopada 1996 (slalom równoległy) - 3. miejsce
12. Kreischberg – 17 stycznia 1997 (snowcross) - 1. miejsce
13. Morioka – 19 lutego 1997 (snowcross) - 1. miejsce
14. Morzine – 15 marca 1997 (slalom równoległy) - 2. miejsce
15. Tignes – 12 listopada 1997 (gigant) - 3. miejsce
16. Zell am See – 20 listopada 1997 (slalom równoległy) - 1. miejsce
17. Sestriere – 6 grudnia 1997 (snowcross) - 1. miejsce
18. Grächen – 10 stycznia 1998 (slalom równoległy) - 2. miejsce
19. Oberstdorf – 26 lutego 1998 (slalom równoległy) - 1. miejsce
20. Tandådalen – 12 marca 1998 (slalom równoległy) - 2. miejsce
21. Tandådalen – 14 marca 1998 (snowcross) - 1. miejsce
22. Zell am See – 13 listopada 1998 (slalom równoległy) - 1. miejsce
23. Sestriere – 28 listopada 1998 (slalom równoległy) - 2. miejsce
24. Whistler – 13 grudnia 1998 (snowcross) - 3. miejsce
25. Morzine – 6 stycznia 1999 (gigant równoległy) - 1. miejsce
26. Grächen – 22 stycznia 1999 (snowcross) - 2. miejsce
27. Park City – 5 lutego 1999 (slalom równoległy) - 2. miejsce
28. Asahikawa – 13 lutego 1999 (slalom równoległy) - 3. miejsce
29. Naeba – 20 lutego 1999 (slalom równoległy) - 3. miejsce
30. Kreischberg – 5 marca 1999 (snowcross) - 2. miejsce
31. Olang – 14 marca 1999 (snowcross) - 2. miejsce
32. Zell am See – 4 grudnia 1999 (gigant równoległy) - 3. miejsce
33. Whistler – 10 grudnia 1999 (gigant) - 3. miejsce
34. Berchtesgaden – 14 stycznia 2000 (gigant równoległy) - 2. miejsce
35. Gstaad – 20 stycznia 2000 (snowcross) - 2. miejsce
36. Tandådalen – 26 stycznia 2000 (gigant równoległy) - 3. miejsce
37. Tandådalen – 27 stycznia 2000 (slalom równoległy) - 1. miejsce
38. Ischgl – 4 lutego 2000 (slalom równoległy) - 1. miejsce
39. Ischgl – 5 lutego 2000 (gigant) - 1. miejsce
40. Madonna di Campiglio – 9 lutego 2000 (snowcross) - 3. miejsce
41. Shiga Kōgen – 26 lutego 2000 (gigant) - 3. miejsce
42. Park City – 3 marca 2000 (snowcross) - 2. miejsce
43. San Candido – 12 marca 2000 (snowcross) - 2. miejsce
44. Tignes – 17 listopada 2000 (snowcross) - 3. miejsce
45. Kreischberg – 6 stycznia 2001 (snowcross) - 2. miejsce
46. Sapporo – 17 lutego 2001 (gigant równoległy) - 3. miejsce
47. Ruka – 14 marca 2001 (gigant równoległy) - 3. miejsce
48. Ruka – 17 marca 2001 (snowcross) - 2. miejsce
49. Ischgl – 1 grudnia 2001 (gigant równoległy) - 3. miejsce
50. Bardonecchia – 19 stycznia 2002 (gigant) - 2. miejsce
51. Tandådalen – 6 grudnia 2002 (slalom równoległy) - 3. miejsce
52. Sapporo – 1 marca 2003 (slalom równoległy) - 2. miejsce
53. Berchtesgaden – 7 lutego 2004 (snowcross) - 2. miejsce
54. Mount Bachelor – 5 marca 2004 (gigant równoległy) - 2. miejsce
55. Valle Nevado – 16 września 2004 (snowcross) - 3. miejsce
56. Badgastein – 4 stycznia 2006 (snowcross) - 3. miejsce

- w sumie 12 zwycięstw, 25 drugich i 19 trzecich miejsc.